# ヘンリー・A・アダムズ
ヘンリー・アレン・アダムズ（Henry Allen Adams、1800年3月18日 - 1869年5月11日）は、アメリカ合衆国の海軍軍人。最終階級は海軍代将。マシュー・ペリーの率いた艦隊の副司令官である。

## 経歴
1814年3月14日に海軍兵学校生としてアメリカ海軍に入る。1825年に中尉、1825年に司令官、1855年に大尉へ昇格する。1852年には東インド隊においてペリーの副司令官として割り当てられる。艦隊が日本に着いた後、彼は中心人物として交渉にあたった。日米和親条約が結ばれると報告のためサラトガ号に乗りワシントンD.C.へ向かった。1862年7月16日に海軍を退任。1869年5月11日、フィラデルフィアの自宅で死去。

## 関連作品
テレビドラマ
- 青天を衝け（2021年、NHK大河ドラマ、出演:ブレイク・クロフォード）